# Krępulec (zespół muzyczny)
Krępulec – polski zespół wykonujący muzykę w stylu neofolk/martial industrial; powstał z inicjatywy Wojciecha Zięby oraz Grzegorza Siedleckiego.

## Dyskografia
- Krępulec (2003) Beast Of Prey
- Krępulec/Cold Fusion – Parabellum (2003) Beast Of Prey
- Stahlwerk 9/Cold Fusion/Krępulec – Scontrum Act III (2004) War Office Propaganda
- Krępulec/Outofsight – Furious Friends (2006) Beast Of Prey
- 63 Days (Part V) (2006) Fluttering Dragon
- New Radical (2007) Beast Of Prey
- Martial Industrial Power With Parabellum In The Hand (2008) Twilight Records[2]